# 捨三
捨三（すてぞう）は必殺シリーズの第6作『必殺仕置屋稼業』と、第7作『必殺仕業人』に登場したキャラクター。渡辺篤史が演じた。

## キャラクター
出身地は信州。中村主水（藤田まこと）とは以前からの知り合いで、裏稼業を再開しようとしていた主水に協力して、友人である破戒僧の印玄（新克利）を紹介した。主水を狙おうとした所を逆に彼に誘われた一匹狼の殺し屋、市松（沖雅也）とも出会う（『必殺仕置屋稼業』第1話）。
捨三は殺しには参加せず、仕置屋の密偵として、主に仕置相手の情報収集と仕置の段取りを組む。時には変装して囮となり、主水たちをサポートすることもある。
表稼業の勤め先である銭湯「竹の湯」の釜場は、仕置屋グループの隠れ家となっている。
主水に対して大きな敬意を払い、外道仕事は引き受けないという信念を持つ。絵草子に夢中になる普通の青年でもある。独身で女性関係については印玄、やいとやと違い、殆ど描かれていない。
主水の夫婦関係を見聞きしている影響からか「所帯を持ちたくない」との発言をしているが、『仕業人』第12話「あんたこの役者をどう思う」では依頼人のお染に「夫婦になってくれ」と求婚したことがある。第24話「あんたこの替玉をどう思う」で、信州時代の隣人で初恋の女性　お弓と再会するが彼女には既に許婚がいることを知り、落ち込んでいた。
『仕置屋』最終回「一筆啓上崩壊が見えた」で睦屋一味との対決の末に印玄とおこう（中村玉緒）は死亡。市松は敵の密告により奉行に捕縛 され、仕置屋は崩壊。
捨三は江戸に残り、主水、鍼灸師のやいとや又右衛門（大出俊）と裏稼業を続けていた。一年後、市松と組んでいた逃亡中の浪人で大道芸人の赤井剣之介（中村敦夫）を仲間に加え、仕業人グループを結成（『必殺仕業人』第1話）。表稼業は銭湯の釜番から色街専門の洗い張り屋に商売替えして、仕業人グループの隠れ家は彼の店の物干し場となった。
仕業人の解散を描いた最終回では斬殺された剣之介とお歌（中尾ミエ）の仇討ちで主水が土屋小十郎を斬った瞬間をやいとやと見届けた後、江戸を去って行った。その後の消息は不明。

## 解説
- 第2作『必殺仕置人』、第4作『暗闇仕留人』で主水と組んでいた、おひろめの半次（津坂匡章、現・秋野太作）と鉄砲玉のおきん（野川由美子）に代わる密偵として登場した。捨三は半次・おきんコンビとは一転して、主水に対し何事にも忠実な人物（劇中で主水に鉄拳制裁を喰らっても表向きは愚痴の一つもこぼさない等）として描かれたが、時には主水に反旗を翻すことがあった（『必殺仕置屋稼業』第17話）。
- 演じた渡辺篤史はかねてから交流があったチーフ プロデューサーの山内久司の推薦を受けて、必殺シリーズに起用された。山内とは“脱ドラマ”と評された『お荷物小荷物』シリーズ。『負けられません!』『嫁チャンポン』でも一緒に仕事をしており[4]、『お荷物 - 』の脚本を書いた佐々木守を仲介して出演交渉を行った[5]。
- 本放送当時、渡辺は数千万円という当時としては巨額の借金返済に追われており、掛け持ちしていた他局のドラマ分も含めて、ギャランティーの殆どは借金返済に消えてしまった。詳しくはこちらを参照のこと。
- 市松役の沖とはその後も『俺たちは天使だ!』（日本テレビ）『同心部屋御用帳 新・江戸の旋風』『江戸の朝焼け』（ともにフジテレビ）で、おこう役の中村とは映画『山下少年物語』（1985年）『暴れん坊将軍IV』（テレビ朝日）で、主水役の藤田とは映画『沖縄10年戦争』（1978年）で共演している。